# Fachada de las Platerías

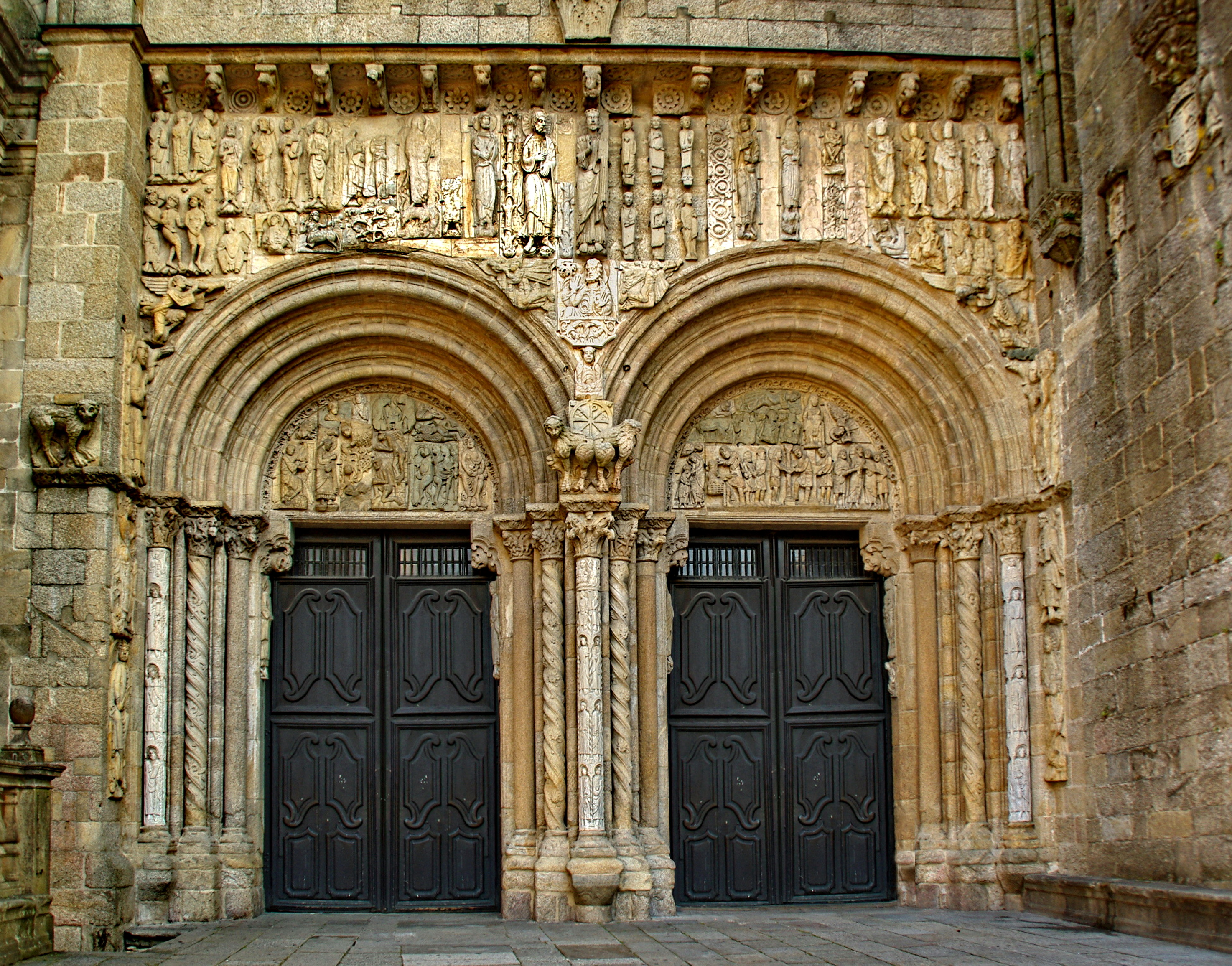
Portones de la fachada.

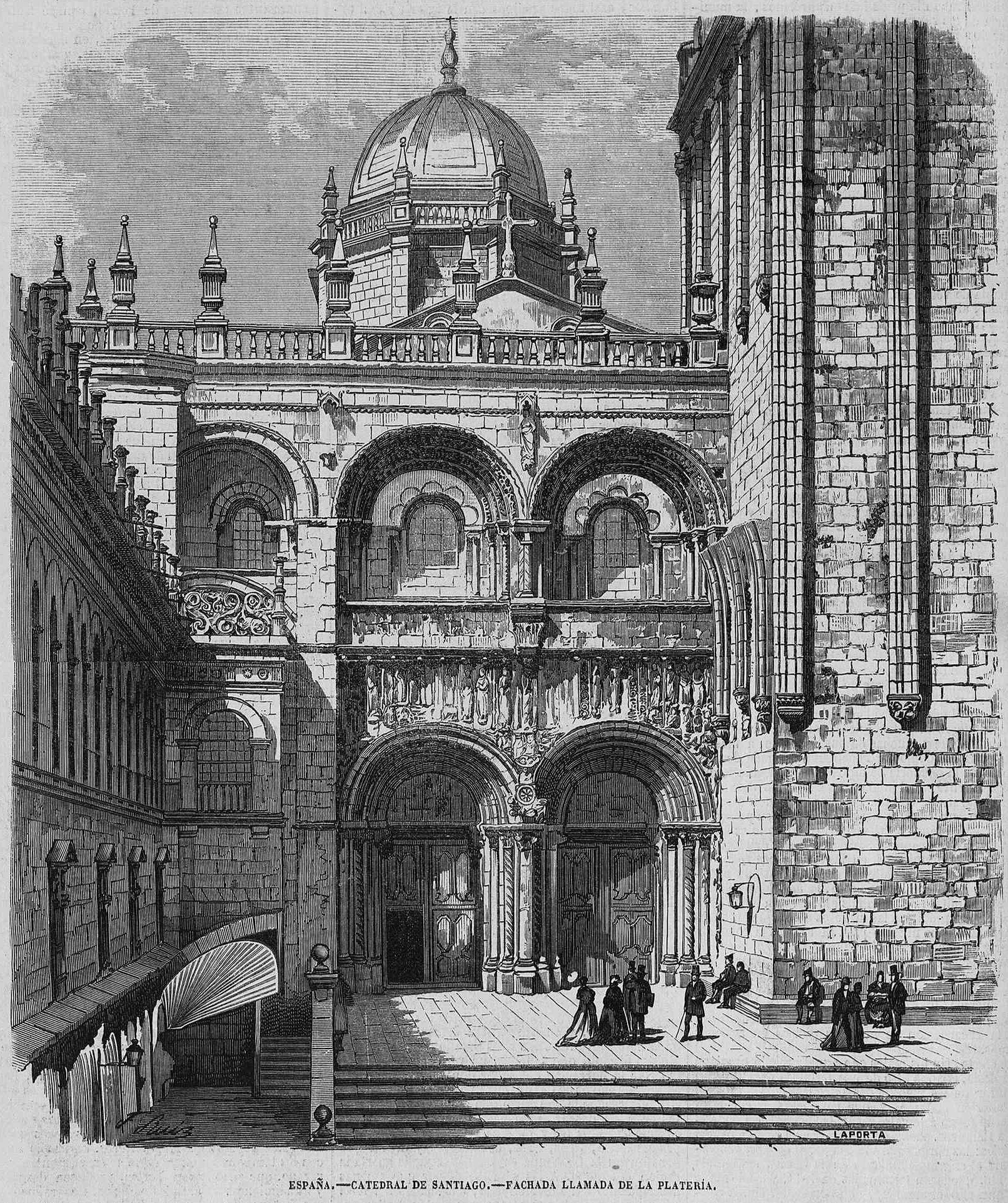
Fachada de la Platería en un grabado publicado en 1868 en El Museo Universal

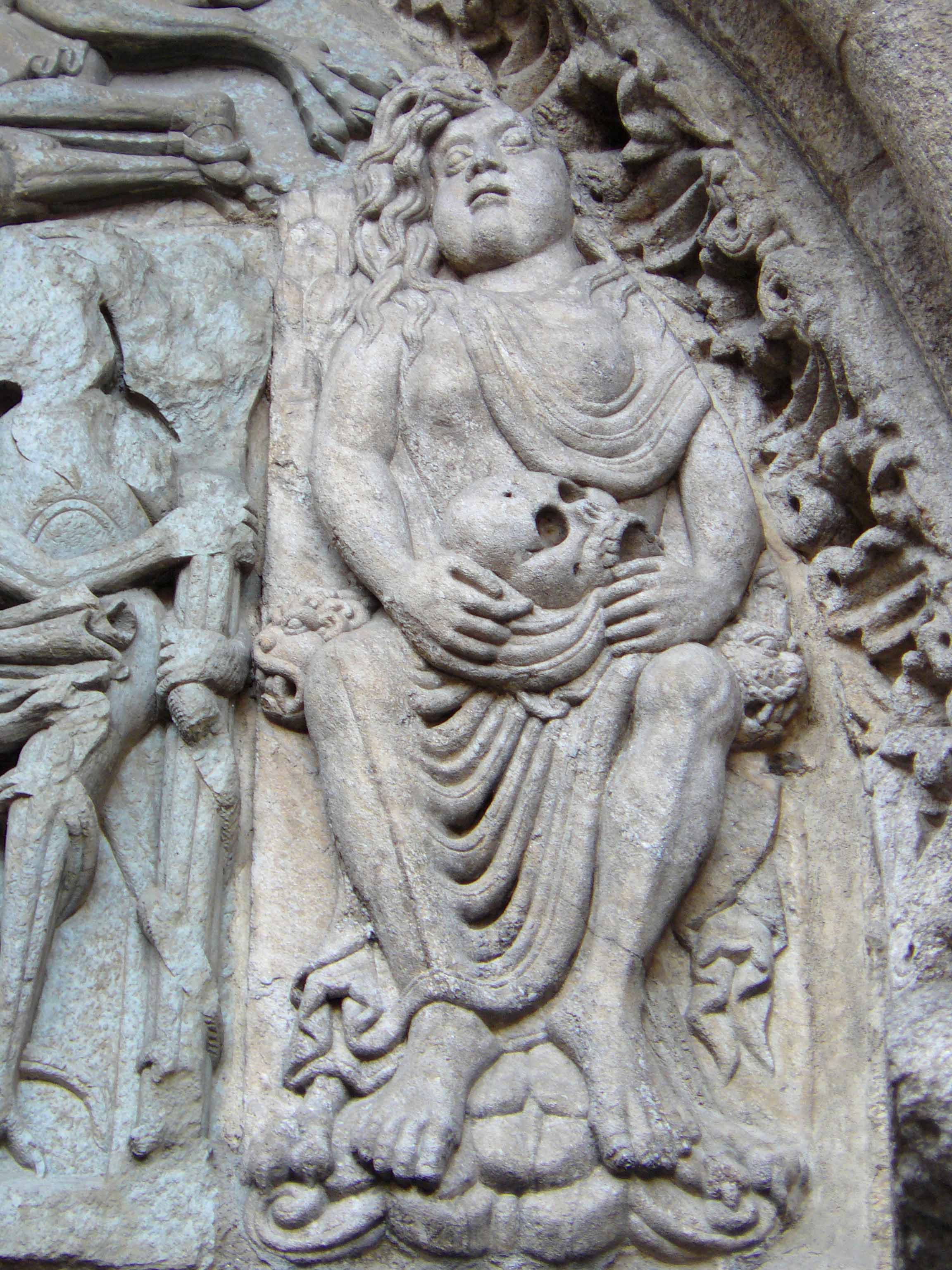
Detalle de la mujer adúltera.

La fachada de las Platerías es la fachada meridional del crucero de la Catedral de Santiago de Compostela.

## Historia y descripción
Se edificó entre 1103 y 1117 y contiene, además de los relieves románicos originales, otros procedentes de una puerta que nunca se llegó a edificar y de la fachada del Paraíso. La fachada de las Platerías sufrió un incendio en 1117 durante un ataque de los burgueses contra Diego Gelmírez y otro a mediados del siglo XV. En 1884 Antonio López Ferreiro colocó en esta portada una serie de estatuíllas que procedían del coro del Maestro Mateo.
La fachada de las Platerías debe su nombre a los obradores de plata que existían en el lugar.
En el tímpano de la puerta izquierda aparece Cristo tentado por un grupo de demonios. A la derecha aparece una mujer semidesnuda con una calavera en las manos, que puede ser Eva o la mujer adúltera. En las jambas aparecen San Andrés y Moisés. En el contrafuerte izquierdo, el bíblico rey David sentado en su trono con las piernas cruzadas, traslucidas a través de la fina tela de su ropa y tocando una viola, personifica el triunfo sobre el mal siendo una obra destacada del románico esculpida por el Mestre de Platerías; la creación de Adán y Cristo bendiciendo. Todas estas figuras proceden de la fachada románica norte o del Paraíso (actual fachada de la Azabachería) y fueron colocadas en esta fachada en el siglo XVIII.
En el tímpano de la puerta derecha aparecen varias escenas de la pasión de Cristo. En una de las jambas aparece la inscripción que conmemora la colocación de la primera piedra: «ERA / IC / XVI / V IDUS / JULLII» [11 de julio de 1078]. Una imagen, no identificada, sobre un zorro que engulle una liebre y, frente a esta, una mujer mal vestida con un animal en el regazo, proceden de otro lugar. Apoyadas en el muro de la torre de la Berenguela aparecen otras imágenes que representan la creación de Eva, Cristo en un trono y el sacrificio de Isaac.
De las once columnas inferiores de esta fachada, tres son de mármol (la central y las extremas) y el resto de granito. En la central aparecen las figuras de doce profetas y en las laterales los apóstoles.
Para el friso también se aprovecharon algunas de las figuras de la puerta de la Azabachería. Dos leones, sobre los que reposa un crismón y una figura desconocida, se apoya sobre la columna central. En un medallón aparece el Padre Eterno (o la Transfiguración), con las manos abiertas y rodeado por dos ángeles que tocan cuernos. En el centro del friso aparece Cristo bendiciendo acompañado del apóstol Santiago y de seis figuras más, las colocadas por Antonio López Ferreiro. También aparecen San Andrés, la Virgen y el Niño y cuatro apóstoles y un ángel. A la derecha de Santiago está San Juan, una escena de la expulsión de Adán e Eva del Paraíso y otras figuras sueltas, incluido un centauro.
El friso se separa del cuerpo superior por un sobradillo sostenido por canecillos grotescos. Las dos ventanas están adornadas por arquivoltas. Los arcos interiores están descentrados por causa de las reformas realizadas en el siglo XIII. A la izquierda hay una gran pechina que sostiene la escalera de acceso al tesoro primitivo.
Originariamente había dos torres románicas a ambos lados de esta fachada (solo se conservan los alicerces de una de ellas, sobre la que se levantó la Torre del Reloj) y el tema de la portada era el del Mesías.